# Hof Bladelin

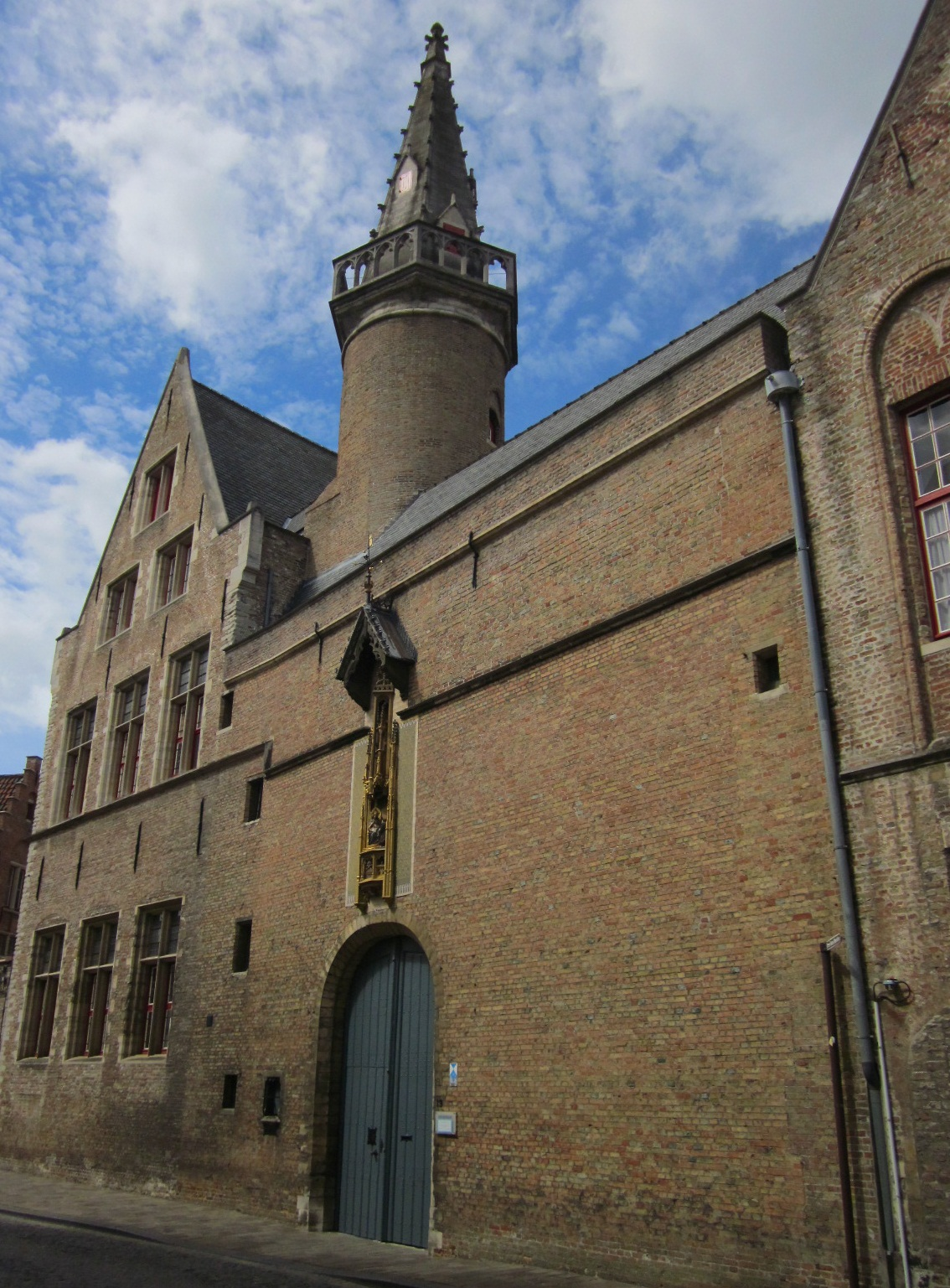
Het Hof Bladelin langs de Naaldenstraat.

Het Hof Bladelin is een stadspaleis in de Naaldenstraat in Brugge dat in 1435 werd gebouwd in opdracht van Pieter Bladelin. Vanaf 1466 was hier een bankfiliaal van de machtige bankiersfamilie De' Medici uit Florence.

## Geschiedenis
Pieter Bladelin was raadgever van Filips de Goede en schatbewaarder van de Orde van het Gulden Vlies. Hij was een van de rijkste mensen in de Bourgondische Nederlanden en in 1448 begonnen hij en zijn vrouw Margaretha van den Vagheviere aan een ambitieus project om een nieuwe stad te stichten, Middelburg, op drooggelegd land ten noordoosten van Brugge. Dat jaar bouwde Bladelin er het Kasteel van Middelburg en amper zes jaar later werd de stad voltooid. Reeds in 1451 ging hij er wonen. Voor zijn kerk in Middelburg liet Bladelin een prachtig altaarretabel maken door Rogier van der Weyden: de Bladelintriptiek.
Bladelins huis in Brugge werd in 1472 eigendom van de De' Medici's uit Florence, die het huis als bankfiliaal in handen gaven van Tommaso Portinari. Portinari was een echte kunstliefhebber en liet een altaarretabel maken door Hugo van der Goes: de Portinaritriptiek. In 1497 werd het verkocht aan Jacobus III van Luxemburg, heer van Fiennes. In 1530 werd het eigendom van zijn zus, Francisca van Luxemburg (Françoise de Fiennes), weduwe van Jan IV van Egmont. Hun zoon was Lamoraal van Egmont, prins van Gavere, die in 1568 onder de hertog van Alva onthoofd werd. Zijn goederen worden in beslag genomen en in 1571 werd het Hof van Fiennes door de stad Brugge ingericht als Berg van barmhartigheid waar de Spaanse soldaten hun panden konden inruilen. Lamoraals zoon Filips van Egmont werd eigenaar van het Hof Bladelin tot aan zijn dood in 1590.
In 1617 werd Jan de le Fye de la Gaugerie eigenaar, die het in gebruik gaf aan de karmelietessen. De zusters kochten het in 1633. Vanaf 1681 waren de opeenvolgende eigenaars Pierre de Southieu, Pieter du Chambge en opnieuw de familie de le Flye die het pand dichtbouwde met een vierde vleugel en eigenaar bleef tot in 1787. Het werd toen eigendom van Jean-Albert de Buisseret, gouverneur van Vlaanderen, die ook het aanpalende Huis de Miraumont aan de Sint-Jakobsstraat bezat. Hij legateerde het aan zijn neef Hendrik Ysenbrandt-Lybaert.

## Leon de Foere
Vanaf 1816 verhuurde Ysembrandt de eigendommen Bladelin-Miraumont aan zijn vriend priester Leon De Foere en in 1829 verkocht hij het aan hem. De Foere richtte er een kantschool, de Foersche schole, in voor behoeftige jonge meisjes (wier ouders gesteund werden door het Bureau van Weldadigheid) en stichtte de kloostercongregatie van Onze-Lieve-Vrouw-Hemelvaart. Na de dood van De Foere kwam de eigendom, via zijn broer dokter De Foere, in handen van de kloostercongregatie, die er anderhalve eeuw eigenaar van bleef, eerst als kantschool, later als bejaardenhuis.
De congregatie versmolt in de tweede helft van de twintigste eeuw met de Zusters van Onze-Lieve-Vrouw van 7 Weeën, een West-Vlaamse congregatie met hoofdhuis te Ruiselede. Het geheel behelsde de kapel, een museum en serviceflats. Bisschop Emiel-Jozef De Smedt bracht zijn laatste levensjaren door in een huis in de Naaldenstraat dat tot het Bladelincomplex behoorde. Vzw Gesticht de Foere, met kanunnik Patrick Degrieck als voorzitter, beheert nu het complex. Tussen 2014 en 2018 zat ook de KU Leuven in deze vzw. De universiteit organiseerde er onder meer educatieve en culturele activiteiten. De historische zalen kunnen gehuurd worden voor congressen, voordrachten of familiefeesten. In de kapel zijn muziekconcerten mogelijk.

## Bezienswaardigheden
Het Hof Bladelin brengt de bezoeker bij het binnentreden van het pand meteen in de sfeer van het 15e-eeuws Bourgondisch Brugge: een omsloten en gekasseide binnentuin met geometrische buxushaagjes. Het eerste wat opvalt is de statige, gotische toren: een duidelijke getuigenis van de rijkdom van de bouwheer. Naast de toren bevindt zich de hoofdingang van het paleis. Hier is een arcade met twee gebeeldhouwde kraagstenen waarop de ribben rusten. Ze zijn versierd met scènes die zinspelen op de taken van Bladelin; op de ene staat een vrouw en een hond, beide symbolen van trouw, de andere laat het merkwaardige verhaal zien van Sint-Alphege van Canterbury. Alphege, die was ontvoerd door de Noormannen in 1011, weigerde het losgeld te betalen dat zijn overweldigers wilden hebben, omdat dit de fondsen voor de armen zou hebben uitgeput. Hij werd uiteindelijk vermoord door de Noormannen, die hem met botten van dieren bekogelden tijdens een orgie in 1012.
In de gevel van het poortgebouw liet Tommaso Portinari, toenmalig bankdirecteur, in 1469 twee medaillons plaatsen met de portretten van Lorenzo De' Medici en Clarisse Orsini, naar aanleiding van hun huwelijk. Als eerste voorbeelden van renaissancekunstwerken zijn ze voor Brugge van uitzonderlijke betekenis. Oorspronkelijk waren deze medaillons gepolychromeerd: de hoofden waren donkerbruin en dit tegen een azuurblauwe achtergrond (het hele stadspaleis was trouwens in een okergeel kleur). De medaillons zijn ook omringd met acht keer het embleem van de Medici: de ring en drie pauwenveren.
De twee historische zalen bevatten balksleutels met daarop de wapens van Filips de Goede en van Isabella van Portugal en de muren van de Romeinse zaal zijn bekleed met 16e-eeuwse maniëristische schilderijen, replica's uit de Stanze di Rafaello in het Vaticaan.
De laatclassicistische kapel Onze-Lieve-Vrouw-Hemelvaart werd in 1832 gebouwd volgens ontwerp van architect F. Cools op een deel van de Naaldenmarkt. De inspiratie voor dit kerkgebouw was de Romeinse kerk van Sint-Agnes-buiten-de-muren. Het gaat om een baksteenbouw onder leien zadeldak met kleine dakruiter en met halfronde vensters met ijzeren harnas in de onversierde zijgevels. De driebeukige kerk is zes traveeën lang, met superpositie van gemarmerde zuilen van Dorische en Ionische orde.
Het tongewelf met cassetten is voorzien van bloemmotief en heeft een galerij met balustrade van messing ontworpen door G. Dumery. In de apsis grisailles van J. Paelinck (1834) voorstellend Caritas, Geloof, Hoop, Liefde en Religie. Beelden van L. Delvaux afkomstig van de hofkapel van Karel van Lorreinen. Bovenaan prijkt een Onze-Lieve-Vrouwebeeld uit de tweede helft van de achttiende eeuw van Pieter Pepers. De orgeltribune met Korinthische zuiltjes draagt een Hooghuysorgel. De glasramen uit 1904 zijn van Jules Dobbelaere.